# Диденко, Максим Владимирович
Макси́м Влади́мирович Диде́нко (род. 24 апреля 1980, Омск) — российский театральный режиссёр, актёр и хореограф, номинант премии «Золотая маска».

## Образование
Окончил Омский государственный университет. В 2005 году окончил Санкт-Петербургскую театральную академию, курс Григория Козлова. В профессии пошёл по стопам бабушки, известного в Омске театрального режиссёра.

## Профессиональная деятельность
В 2004—2009 годах работал актёром театра Derevo (Санкт-Петербург — Дрезден). В 2004 году вместе с Романом Габриа организовал Творческое объединение «Барбузоны» (Санкт-Петербург — Дрезден).
С 2007 года сотрудничает с Инженерным театром АХЕ (Санкт-Петербург). Сотрудничал с Центром современного искусства «Дах» (Киев). В 2008 году совместно с панк-группой «Последние танки в Париже» и творческим объединением Neverporn создал проект Germinal.
В 2010 году создал Протеатральное объединение The Drystone (Санкт-Петербург). В его рамках организовал несколько постановок, перфомансов и акций. В 2011 году совместно с Алисой Олейник создал «Русскую школу физического театра».
Выпускал собственные постановки в различных театрах России и зарубежных стран, в том числе в Гоголь-центре, Театре наций, Александринском театре, Театре имени Ленсовета и многих других. Один из наиболее востребованных современных российских театральных режиссёров. Часто сотрудничает с композитором Иваном Кушниром, хореографом Владимиром Варнавой, сценографом Марией Трегубовой.
Проводит авторские мастер-классы в Санкт-Петербурге, Киеве, Москве, Омске, Праге и других городах. Является педагогом Школы-студии МХАТ и РГИСИ.
В июле 2020 года дебютировал в сериальном жанре. Первым проектом Диденко стал веб-сериал «амроН» по мотивам романа Владимира Сорокина «Норма» и рассказывал о России будущего с православной нейросетью во главе.
Постоянно ищет новые форматы презентации искусства. В частности, в 2018 году предпринял попытку организовать онлайн-платформу видеоконтента BlackRussian.TV. На ней в реальном времени было презентовано интерактивное ток-шоу Asmodeus о страхах большого города в современном мире.
В феврале 2021 году выступил автором идеи и одним из кураторов мультижанровой арт-выставки с элементами театра, перформанса, музыкальных и танцевальных выступлений артиста «Синкретизм | Бесконечность и роза» в галерее «ГРАУНД Солянка».
В августе 2021 году в пространстве клуба Mutabor поставил рейв с элементами перфоманса, танца, театра и философским осмыслением жизненного пути человека.
В 2023 году в Лондоне состоялась премьера спектакля Диденко «Белая фабрика» (по пьесе Дмитрия Глуховского) о еврейском гетто в городе Лодзь во время фашистской оккупации.
В 2024 году в Берлине состоялась премьера спектакля Диденко «Кремулятор» (по роману Саши Филипенко) о директоре первого московского крематория во времена Большого террора.

## Личная жизнь
Женат. Ведёт, по собственному заявлению, замкнутую, несветскую жизнь. Из увлечений особенно выделяет чтение, плаванье и прогулки.
Во-первых, я хожу пешком всегда, при любой погоде. Пользуюсь метро, только когда этого никак не избежать. Ну и такси тоже. Даже если дорога займет час, я предпочту этот час провести в ходьбе. Хожу в бассейн каждый день практически. Страшно люблю книжки, подсел на них. У меня завал книг, которые я не прочитал, за этот период в Москве 20 очень разнообразных книжек приобрел, и все они абсолютно не художественная литература. То, что называется non-fiction. Так что я читаю бесконечно и гуляю. Получается, что очень мало общаюсь с людьми: общения хватает на репетициях. Сейчас еще подписался на Apple Music, купил наушники себе. Я не слушал музыку в наушниках, даже вообще не слушал никакую музыку года четыре. Совсем. Вот сейчас возвращаюсь к этому.Максим Диденко о своих привычках (2016)

## Постановки
Театральные работы
- «Фермер № 0». Творческое объединение «Барбузоны», Санкт-Петербург — Дрезден
- «Барбузоны. Бытие (Жизнь Барбузонов)». Творческое объединение «Барбузоны», Санкт-Петербург — Дрезден
- «Внутреннее сиюминутное кабаре Глория Транзит». Русский инженерный театр АХЕ, Санкт-Петербург
- 2008 — «Непрерывная Кривая» (совместный проект с П. Семченко)
- 2009 — «Середина чёрного». Русский инженерный театр АХЕ, Санкт-Петербург
- 2009 — «Пространство переживаний»
- 2010 — «Физика души. >1». Протеатральное объединение The Drystone, Санкт-Петербург
- 2010 — «Одін сонЪ из жизни Ф. М.» Русский инженерный театр «АХЕ», Санкт-Петербург
- 2010 — «Данте. Божественная Комедия. Ад». Протеатральное объединение The Drystone, Санкт-Петербург
- 2010 — «БегМакбетов». Протеатральное объединение The Drystone, Санкт-Петербург
- 2011 — «Синяя Борода. Надежда женщин» (совместный проект с А. Олейник и П. Семченко)
- 2011 — «Requiem по космосу». Протеатральное объединение The Drystone, Санкт-Петербург
- 2011 — «Олеся. История любви» (совместно с Н. Дрейденом). «Приют комедианта», Санкт-Петербург
- 2011 — «Шесть лет спустя». Русская школа физического театра, Санкт-Петербург
- 2012 — «Лёнька Пантелеев. Мюзикл» (совместно с Н. Дрейденом). ТЮЗ им. А. А. Брянцева, Санкт-Петербург
- 2012 — «Слепая сова». Русский инженерный театр АХЕ, Санкт-Петербург
- 2013 — «Второе видение» (совместно с Ю. Квятковским). Школа-студия МХАТ, Мастерская Брусникина, Москва
- 2013 — «Пассажир» (совместный проект с В. Варнавой), Санкт-Петербург
- 2013 — «Шинель. Балет». Продюсерский центр «Контарт», Санкт-Петербург
- 2013 — «Золушка». Цирк на Фонтанке, Санкт-Петербург
- 2014 — «Флейта-позвоночник». Театр имени Ленсовета, Санкт-Петербург
- 2014 — «Маленькие трагедии». Театр «Студия» Л. Ермолаевой, Омск
- 2014 — «Добрые люди злые песни» (при участии И. Кушнира, Ж. Анисимова, С. Азеева)
- 2014 — «Конармия». Школа-студия МХАТ, Мастерская Брусникина, Москва
- 2015 — «Хармс. Мыр». Гоголь-центр, Москва
- 2015 — «Земля». Новая сцена Александринского театра, Санкт-Петербург
- 2015 — «Молодая гвардия» (совместно с Д. Егоровым). «Мастерская», Санкт-Петербург
- 2015 — «Идиот». Театр наций, Москва
- 2016 — «Программа совместных переживаний». «Старый дом», Новосибирск
- 2016 — «Пастернак. Сестра моя — жизнь». Гоголь-центр, Москва
- 2016 — «Путями Каина. Трагедия материальной культуры». Архангельский молодёжный театр, Архангельск
- 2016 — «Чёрный русский». Особняк Спиридонова, Москва
- 2016 — «Чапаев и Пустота». «Практика», Мастерская Брусникина, Москва
- 2016 — «Я здесь». «Старый дом», Новосибирск
- 2017 — «Процесс». ProFitArt, Прага
- 2017 — «Цирк». Театр наций, Москва
- 2017 — «Огниво». Университет музыки и театра Граца, Грац
- 2017 — «Десять дней, которые потрясли мир». Музей Москвы, Мастерская Брусникина, Москва
- 2017 — «Собачье сердце». «Приют комедианта», Санкт-Петербург
- 2018 — «Беги, Алиса, беги». Театр на Таганке, Москва
- 2018 — «Текст». Театр Ермоловой, Москва
- 2018 — «Девушка и Смерть». Tabernacle, Лондон / «На Страстном», Москва
- 2019 — «Глазами клоуна». Национальный театр Мангейма, Мангейм
- 2019 — «Норма». Театр на Малой Бронной, Москва
- 2020 — «Воццек». Баденский государственный театр, Карлсруэ
- 2020 — «Бойня № 5». Фестивальный театр Хеллерау, Дрезден
- 2021 — «Левша». Театр наций, Москва
- 2022 — «Последнее слово». Театр Максима Горького[англ.], Берлин
- 2023 — «White Factory». Marylebone Theatre, Лондон
- 2024 — «Кремулятор». Säälchen, Берлин
- 2024 — «Замок». Государственный драматический театр, Дрезден
- 2024 — «Саломея». «Гешер», Тель-Авив

Перформансы
- 2016 — «Чёрная свадьба», Особняк Спиридонова, Москва
- 2019 — «Коллайдер», Хлебзавод, Москва
- 2020 — AR-проект «Убегающая Аталата», Москва[11]
- 2021 — «µ—Ø», Мутабор, Москва

## Актёрские работы
- «Requiem по космосу». Протеатральное объединение The Drystone, Санкт-Петербург
- «Депо гениальных заблуждений». Русский инженерный театр АХЕ, Санкт-Петербург
- «БегМакбетов». Протеатральное объединение The Drystone, Санкт-Петербург
- «Божественная комедия. Ад». Протеатральное объединение The Drystone, Санкт-Петербург
- «Одін сонЪ из жизни Ф. М.» Русский инженерный театр АХЕ, Санкт-Петербург
- «Физика души. >1». Протеатральное объединение The Drystone, Санкт-Петербург
- «Служанки». «Приют комедианта», Санкт-Петербург
- «Непрерывная Кривая» (совместный проект с П. Семченко)
- «Мария де Буэнос-Айрэс». Театро Ди Капуа, Санкт-Петербург
- «Пространство переживаний»
- «Кецаль». Derevo (Санкт-Петербург — Дрезден)
- «Казнь Пьеро». Derevo (Санкт-Петербург — Дрезден)
- «Сны Роберта». Derevo (Санкт-Петербург — Дрезден)
- DiaGnoze. Derevo (Санкт-Петербург — Дрезден)
- La Divina Comedia. Derevo (Санкт-Петербург — Дрезден)
- «Острова». Derevo (Санкт-Петербург — Дрезден)
- Once. Derevo (Санкт-Петербург — Дрезден)
- «Тёмные аллеи». ТЮЗ им. А. А. Брянцева, Санкт-Петербург
- «Лёгкое дыхание». ТЮЗ им. А. А. Брянцева, Санкт-Петербург
- «Концерт замученных опечаток». Театр на Литейном, Санкт-Петербург
- «Чайка». Учебный театр «На Моховой», Санкт-Петербург

## Награды
Спектакли Максима Диденко многократно выдвигались на соискание различных премий, среди которых — «Золотая маска», «Золотой софит», «Прорыв», Премия Сергея Курехина и другие.
- «Лёнька Пантелеев. Мюзикл» (Совместно с Н. Дрейденом). ТЮЗ им. А. А. Брянцева, Санкт-Петербург. 2012. Номинация на премию «Золотая маска» 2013 года («Лучший спектакль в драме. Большая форма», «Лучшая работа режиссёра», «Лучшая работа художника», «Лучшая мужская роль» — И. Дель)
- «Пассажир» (совместный проект с В. Варнавой), Санкт-Петербург. 2013. Лауреат премии «Золотая маска» 2014 года («Балет-Современный танец/Мужская роль» — В. Варнава), номинация на премию «Золотая маска» 2014 года («Современный танец/Спектакль», «Балет-Современный танец/Работа балетмейстера-хореографа» — В. Варнава)
- «Шинель. Балет». Продюсерский центр «Контарт», Санкт-Петербург. 2013. Лауреат Санкт-Петербургской премии «Прорыв-2014» в номинации «Лучший режиссёр»
- «Земля». Новая сцена Александринского театра, Санкт-Петербург. 2015. Номинация на премию «Золотая маска» 2016 года (Конкурс «Эксперимент»)
- «Пастернак. Сестра моя — жизнь». Гоголь-центр, Москва. 2016. Лауреат премии «Сноб. Сделано в России-2016» в номинации «Театр»
- «Молодая гвардия» (совместно с Д. Егоровым). Театр «Мастерская», Санкт-Петербург, 2015. Номинация на премию «Золотая маска» 2017 года (Конкурс «Эксперимент», «Драма/Мужская роль второго плана» — М. Фомин)
- «Я здесь». Театр «Старый дом», Новосибирск. 2016:
  - Номинация на премию «Золотая маска» 2018 года («Драма/Спектакль малой формы», «Драма/Работа режиссёра», «Драма/Работа художника», «Драма/Работа художника по свету»)
  - Лауреат Премии межрегионального V фестиваля-конкурса «Новосибирский транзит»-2018
- «Цирк». «Театр наций», Москва. 2017. Спектакль вошел в Long-List премии «Золотая маска» 2018 года
- «Беги, Алиса, беги». Театр на Таганке, Москва. 2018. Лауреат премии «Золотая маска» 2019 года в номинации «Лучшая работа художника по костюмам»[12]; номинации «Лучший спектакль в оперетте/мюзикле», «Лучшая работа художника», «Лучшая работа художника по свету».